# Umji
Đây là một tên người Triều Tiên, họ là Kim.
Kim Ye-won (tiếng Hàn: 김예원; sinh ngày 19 tháng 8 năm 1998), thường được biết đến với nghệ danh Umji (tiếng Triều Tiên: 엄지), là một nữ ca sĩ và vũ công người Hàn Quốc. Cô là thành viên của nhóm nhạc nữ GFriend và đồng thời là thành viên của nhóm nhạc nữ Viviz.

## Tiểu sử
Umji sinh ngày 19 tháng 8 năm 1998 tại Songdo-dong, Yeonsu-gu, Incheon, Hàn Quốc. Cô là con út trong một gia đình có 3 anh chị em. Cha cô là nha sĩ và CEO của tập đoàn nha khoa nổi tiếng Moa Dentist Group tại Hàn Quốc với tổng cộng 45 phòng khám trên toàn quốc, mẹ cô từng là một phát thanh viên. Cô theo học Trường Trung học Biểu diễn Nghệ thuật Seoul và tốt nghiệp vào ngày 7 tháng 2 năm 2017.

## Sự nghiệp

### 2015–2021: Ra mắt với GFriend
Tháng 1 năm 2015, Umji chính thức ra mắt với tư cách là thành viên của GFriend với mini album đầu tay Season of Glass. Buổi biểu diễn trực tiếp đầu tiên của cô diễn ra trên chương trình Music Bank của KBS, phát sóng vào ngày 16 tháng 1.
Tháng 2 năm 2016, cô xuất hiện trong National Idol Singing Contest của KBS dành cho gia đình và thần tượng và hát song ca với anh trai của mình. Tháng 4 năm 2016, Umji xuất hiện với tư cách khách mời đặc biệt trong buổi biểu diễn "Thumb Up" của Hong Jin-young tại Music Bank. Tháng 9 năm 2016, cô phát hành nhạc phim solo đầu tiên của mình cho bộ phim truyền hình Shopping King Louie, mang tên "The Way". Tháng 10 năm 2016, cô tạm dừng các hoạt động cùng nhóm sau khi được chẩn đoán bị bong gân bắp chân trái. Cô trở lại hoạt động cùng nhóm một tháng sau khi hồi phục cho Melon Music Awards.
Tháng 3 năm 2017, Umji là thành viên thứ hai của GFriend xuất hiện trên chương trình Running Man của SBS với tư cách khách mời cùng với Choi Tae-joon, Jeon So-min, Kang Han-na, Lee Se-young và Park Jin-joo. ào tháng 4 năm 2017, cô xuất hiện trong Entertainment Weekly với tư cách khách mời. Tháng 11 năm 2017, cô tham gia King of Mask Singer, tham gia hai vòng cho đến khi cô bị loại bởi Sunwoo Jung-a.
Năm 2018, cô được chọn làm người dẫn chương trình cho Yogobara cùng với thành viên Sanha của Astro.
Tháng 10 năm 2019, Umji xuất hiện với tư cách khách mời của chương trình Brain-finity cùng với SinB.
Tháng 3 năm 2020, cô phát hành nhạc phim thứ hai cho bộ phim truyền hình Welcome, mang tên "Welcome". Tháng 4 năm 2020, cô thay thế thành viên cùng nhóm Eunha làm DJ mới cho chương trình phát thanh Avenger Girls của Naver Now.
Tháng 10 năm 2020, Umji xuất hiện cùng Eunha trong chương trình Knowing Bros và giới thiệu đĩa đơn "Mago" từ album phòng thu thứ ba 回:Walpurgis Night của GFriend được phát hành hai tuần sau đó vào ngày 9 tháng 11.

### 2021–nay: Ra mắt với Viviz
Ngày 6 tháng 10 năm 2021, Umji cùng với Eunha và SinB — các cựu thành viên của GFriend — ký hợp đồng với BPM Entertainment và thông báo ra mắt với tư cách là một nhóm nhạc nữ bao gồm 3 thành viên. Ngày 8 tháng 10, tên của nhóm được công bố là Viviz. Nhóm ra mắt vào ngày 9 tháng 2 năm 2022 với mini album đầu tay Beam of Prism.

## Danh sách đĩa nhạc

### Nhạc phim
| Tên                                                                                                 | Năm  | Vị trí cao nhất | Doanh số | Album                          |
| Tên                                                                                                 | Năm  | KOR             | Doanh số | Album                          |
| Tên                                                                                                 | Năm  | Gaon            | Doanh số | Album                          |
| --------------------------------------------------------------------------------------------------- | ---- | --------------- | -------- | ------------------------------ |
| "The Way"                                                                                           | 2016 | —               | —        | Shopping King Louie OST Part 2 |
| "Welcome"                                                                                           | 2020 | —               | —        | Welcome OST Part 3             |
| "—" biểu thị cho bản phát hành không có trong bảng xếp hạng hoặc không được phát hành ở khu vực đó. |      |                 |          |                                |

### Sáng tác
Tất cả các thông tin của bài hát đều được trích từ cơ sở dữ liệu của Hiệp hội Bản quyền Âm nhạc Hàn Quốc.
| Tên                | Năm  | Album                 | Nghệ sĩ | Soạn nhạc | Sáng tác | Biên khúc |
| ------------------ | ---- | --------------------- | ------- | --------- | -------- | --------- |
| "Hope"             | 2019 | Fever Season          | GFriend | No        | Yes      | No        |
| "Eye of the Storm" | 2020 | 回:Song of the Sirens | GFriend | Yes       | Yes      | Yes       |
| "Tarot Cards"      | 2020 | 回:Song of the Sirens | GFriend | Yes       | Yes      | Yes       |
| "Mago"             | 2020 | 回:Walpurgis Night    | GFriend | Yes       | Yes      | Yes       |
| "Better Me"        | 2020 | 回:Walpurgis Night    | GFriend | Yes       | Yes      | Yes       |
| "Eve Love"         | 2020 |                       | Umji    | Yes       | Yes      | Yes       |